# Deysire Salazar
Deysiré Mayte Salazar Biscaino (nacida el 4 de mayo de 2004) es una futbolista panameña que juega como mediocampista en el Panamá City FC de la Liga de Fútbol Femenino de Panamá.

## Trayectoria

### Tauro FC
En el 2019 debutó en la Liga de Fútbol Femenino de Panamá con el Tauro FC. Disputó el Torneo Clausura 2019 LFF y quedó subcampeona del Torneo Apertura 2019 LFF y el Torneo Edición 2020 LFF. Salió campeona con el club del Torneo Apertura 2021, de la Superfinal de Liga de Fútbol Femenino de Panamá 2020-21, del Torneo Clausura 2021 LFF, de la Liga de Fútbol Femenino 2022 y del Torneo Apertura 2023 LFF.

### Chorrillo FC
El 1 de enero de 2024, fue anunciada como nueva jugadora del Chorrillo FC. Jugó el Torneo Apertura 2024 Liga de Fútbol Femenino en donde fueron eliminadas en las semifinales en un marcador global de 1 a 5 contra el CIEX Sports Academy.

### Panamá City FC
El 23 de julio de 2024, fue anunciada como nuevo jugador del Panamá City FC.

## Selección nacional

### Categorías inferiores
Fue convocada por la selección sub-15 para disputar el Campeonato Femenino Sub-15 de la Concacaf de 2018. Fue convocada por la selección sub-17 de Panamá para disputar el torneo sub-16 de Uncaf 2019. Fue convocada por la selección sub-20 de Panamá disputar el Campeonato Femenino Sub-20 de la Concacaf de 2022 en donde jugó 5 partidos, el Sud Ladies Cup 2023 en donde jugó 2 partidos y el Campeonato Femenino Sub-20 de la Concacaf de 2023 en donde jugó 1 partido.

### Selección absoluta
Debutó con la selección absoluta de Panamá el 3 de agosto de 2019 en el empate 1 a 1 contra  Perú en el Estadio de la Universidad Nacional Mayor de San Marcos en Perú en los Juegos Panamericanos 2019. Disputó el Campeonato Femenino de la Concacaf de 2022 en donde jugó los 3 partidos, y disputó los 3 partidos de la Copa Mundial Femenina de Fútbol de 2023.

### Goles internacionales
| Goles internacionales | Goles internacionales | Goles internacionales                          | Goles internacionales | Goles internacionales | Goles internacionales | Goles internacionales |
| Núm.                  | Fecha                 | Lugar                                          | Rival                 | Gol                   | Resultado             | Competición           |
| --------------------- | --------------------- | ---------------------------------------------- | --------------------- | --------------------- | --------------------- | --------------------- |
| 1                     | 10 de julio de 2021   | Estadio Rod Carew, Ciudad de Panamá, Panamá    | República Dominicana  | 2-0                   | 5-0                   | Amistoso              |
| 2                     | 26 de junio de 2023   | Estadio Victoria, Winston Churchill, Gibraltar | Gibraltar             | 0–7                   | 0–7                   | Amistoso              |

## Clubes
| Club           | País   | Año         |
| -------------- | ------ | ----------- |
| Tauro FC       | Panamá | 2019 - 2023 |
| Chorrillo FC   | Panamá | 2024        |
| Panamá City FC | Panamá | 2024 - Act. |

## Palmarés

### Títulos nacionales
| Título           | Club     | País   | Año     |
| ---------------- | -------- | ------ | ------- |
| Primera División | Tauro FC | Panamá | 2021-A  |
| Superfinal LFF   | Tauro FC | Panamá | 2020-21 |
| Primera División | Tauro FC | Panamá | 2021-C  |
| Primera División | Tauro FC | Panamá | 2022    |
| Primera División | Tauro FC | Panamá | 2023    |